# Rio Grande County
Das Rio Grande County ist ein County im Bundesstaat Colorado der Vereinigten Staaten mit 12.413 Einwohnern. Der Verwaltungssitz (County Seat) ist Del Norte, die größte Stadt ist Monte Vista.
Der County ist größtenteils bergig und gehört zum San-Juan-Gebirge. Er wird vom Rio Grande durchflossen, der in Del Norte das Gebirge verlässt und das intensiv landwirtschaftlich genutzte San Luis Valley erreicht.

## Orte am U.S. Highway 160
Der U.S. Highway 160 führt entlang des Rio Grande quer durch den County, fast alle Orte im County liegen daran. Dieser Route folgte bereits eine in den 1880er Jahren erbaute Eisenbahnstrecke der Denver and Rio Grande Western Railroad. In Fließrichtung des Rio Grande, also von West nach Ost sind das
- Grenze vom benachbarten Mineral County
- South Fork, eine Kleinstadt in den Bergen mit 386 Einwohnern
- Gerrard (CDP mit 99 Einwohnern)
- direkt nördlich angrenzend Alpine (CDP mit 124 Einwohnern)
- Hanna
- Del Norte, Verwaltungssitz des County und eine Stadt („Town“) mit 1.686 Einwohnern (2010)[2].
- Evansville
- Torres
- Sevenmile Plaza
- Monte Vista, die größte Stadt und einzige „City“ im County, mit 4.444 Einwohnern
- Sugar Junction, ein Name für das Gebiet um eine Straßenkreuzung östlich von Monte Vista
- Zinzer, ein Name für das Gebiet um eine Straßenkreuzung östlich von Monte Vista
- Homelake, eine Siedlung am gleichnamigen See östlich von Monte Vista, etwas nördlich vom Highway gelegen
- Parma, ein Name für das Gebiet am Ostrand des Countys beim städtischen Flughafen von Monte Vista
- Grenze zum Alamosa County

## Andere Orte
Die Orte Maxeyville, Vastine, Dunul und Ansel liegen nördlich von Monte Vista. Noch weiter nördlich im äußersten Nordosten des County liegen Teile der Stadt Center, der größte Teil von ihr gehört jedoch zum benachbarten Saguache County.
Das Monte Vista National Wildlife Refuge im San Luis Valley südlich von Monte Vista wurde ab den 1880er Jahren bewässert und landwirtschaftlich genutzt. Seit 1953 ist es ein Vogelschutzgebiet und unter anderem bedeutend für den Durchzug des Kanadakranichs.
Der Ort Jasper liegt im äußersten Südrand des Countys in den Bergen und ist per Straße nur erreichbar über den südlich angrenzenden Conejos County. Gegründet im späten 19. Jahrhundert als Bergarbeitersiedlung und dann verlassen, wurde er in den 1980er Jahren parzelliert und stückweise verkauft und ist heute eine normalerweise nur im Sommer bewohnte Ferienhaussiedlung ohne Elektrizität.

## Demografische Daten

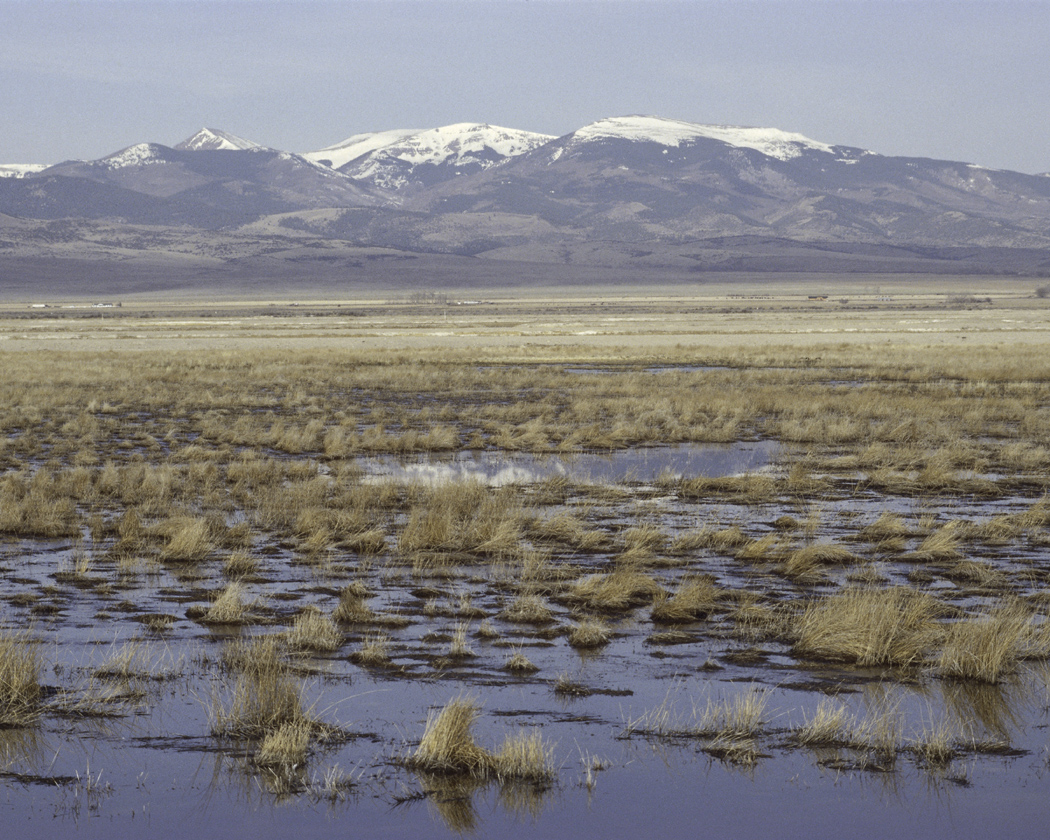
Das Monte Vista National Wildlife Refuge

Nach der Volkszählung im Jahr 2000 lebten im County 12.413 Menschen. Es gab 4701 Haushalte und 3417 Familien. Die Bevölkerungsdichte betrug 5 Einwohner pro Quadratkilometer. Ethnisch betrachtet setzte sich die Bevölkerung zusammen aus 73,93 Prozent Weißen, 0,35 Prozent Afroamerikanern, 1,26 Prozent amerikanischen Ureinwohnern, 0,23 Prozent Asiaten, 0,02 Prozent Bewohnern aus dem pazifischen Inselraum und 21,45 Prozent aus anderen ethnischen Gruppen; 2,76 Prozent stammten von zwei oder mehr Ethnien ab. 41,67 Prozent der Gesamtbevölkerung waren spanischer oder lateinamerikanischer Abstammung.
Von den 4701 Haushalten hatten 35,1 Prozent Kinder und Jugendliche unter 18 Jahre, die bei ihnen lebten. 57,8 Prozent waren verheiratete, zusammenlebende Paare, 11,2 Prozent waren allein erziehende Mütter. 27,3 Prozent waren keine Familien. 24,1 Prozent waren Singlehaushalte und in 10,3 Prozent lebten Menschen im Alter von 65 Jahren oder darüber. Die Durchschnittshaushaltsgröße betrug 2,59 und die durchschnittliche Familiengröße lag bei 3,08 Personen.
Auf das gesamte County bezogen setzte sich die Bevölkerung zusammen aus 28,1 Prozent Einwohnern unter 18 Jahren, 8,0 Prozent zwischen 18 und 24 Jahren, 25,3 Prozent zwischen 25 und 44 Jahren, 23,9 Prozent zwischen 45 und 64 Jahren und 14,7 Prozent waren 65 Jahre alt oder darüber. Das Durchschnittsalter betrug 37 Jahre. Auf 100 weibliche Personen kamen 97,1 männliche Personen, auf 100 Frauen im Alter ab 18 Jahren kamen statistisch 94,4 Männer.
Das jährliche Durchschnittseinkommen eines Haushalts betrug 31.836 USD, das Durchschnittseinkommen der Familien betrug 36.809 USD. Männer hatten ein Durchschnittseinkommen von 30.432 USD, Frauen 23.005 USD. Das Prokopfeinkommen betrug 15.650 USD. 14,5 Prozent der Bevölkerung und 11,3 Prozent der Familien lebten unterhalb der Armutsgrenze. Darunter waren 18,4 Prozent der Bevölkerung unter 18 Jahren und 11,2 Prozent der Einwohner ab 65 Jahren.

## Sehenswürdigkeiten

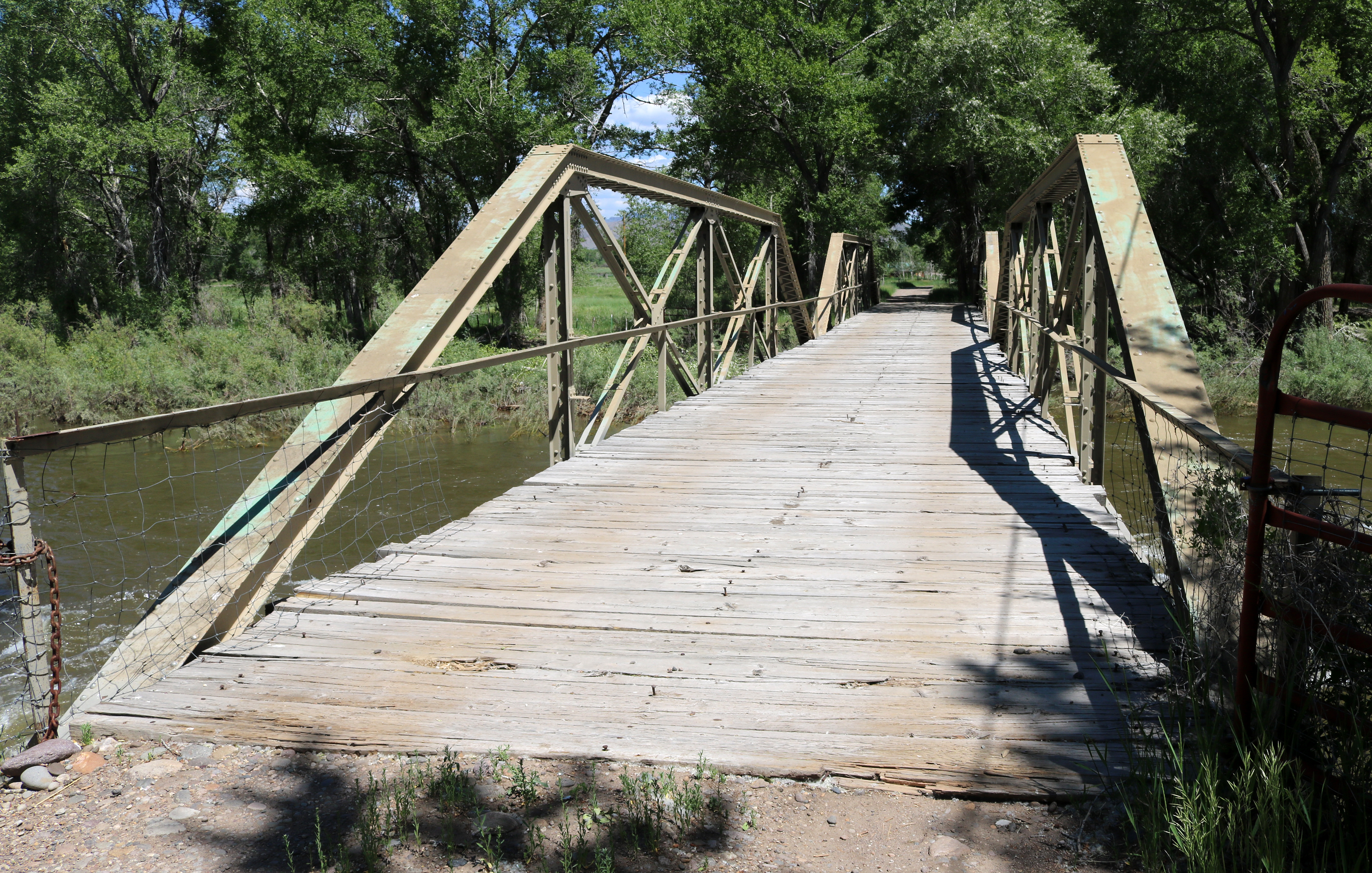
Sutherland Bridge (2019). Diese Brücke überquert den Rio Grande und entstand im Jahr 1924. Im Februar 1982 wurde die Konstruktion als erstes Objekt im County in das NRHP eingetragen.

13 Bauwerke, Stätten und historische Bezirke (Historic Districts) im Rio Grande County sind im National Register of Historic Places („Nationales Verzeichnis historischer Orte“; NRHP) eingetragen (Stand 26. September 2022), darunter zwei Brücken und zwei Bibliotheken.